# Abastecimiento
El abastecimiento es la actividad económica encaminada a cubrir las necesidades de consumo de una unidad económica en tiempo, forma y calidad, como puede ser una familia, una empresa, aplicándose muy especialmente cuando ese sujeto económico es una ciudad. Cuando es un ejército se le suele aplicar el nombre de intendencia.
Se le puede considerar sinónimo de suministro, y su equivalente más aproximado en inglés es supply.

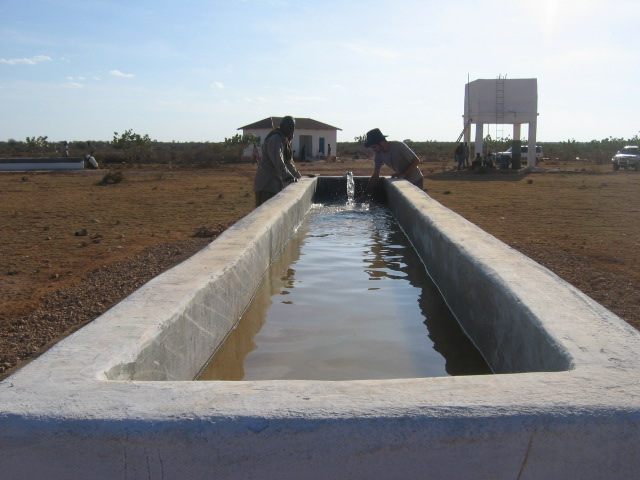
Un ejemplo de abastecimiento es el agua, a la que se abastece mediante pozos y ríos artificiales, y con el dinero se puede solucionar; pero hay países que no tiene esas condiciones, por ejemplo, Somalia.

## Historia
El abastecimiento alimen de las ciudades ha sido siempre objeto de principal atención por parte de la autoridad (municipal y estatal), particularmente en el Antiguo Régimen, en que las crisis de subsistencias solían producir motines de subsistencias susceptibles de ser manipulados políticamente. Estaba encargado a los corregidores u otros gobernadores, como el alcalde mayor o el adelantado.

## Función crítica de la cadena de suministro
La función de abastecimiento se inscribe en el ámbito de la logística y de la cadena de suministro. Asegura el nivel de inventario adecuado para cumplir los objetivos de servicio (evitar las rupturas de inventario) y de nivel de inventario (respectar los objetivos de cobertura del inventario). 
Es una función crítica de la cadena de abastecimiento. Eso explica que la función de abastecimiento estuve al centro de las nuevas técnicas desarrolladas en el ámbito logístico (previsión de la demanda, gestión compartida, abastecimiento sincronizado en la línea de producción).
La función de abastecimiento tiene la responsabilidad de gestionar el ciclo de vida del producto (implantación de un nuevo producto, fin de vida, producto promocional) evitando rupturas de inventario y constitución de obsolescencia. Por tanto, los principales indicadores (KPI) de la función son la tasa de servicio y la cobertura / rotación de inventario.
La función de abastecimiento asegura la comunicación con los proveedores, o almacenes reguladores, de tal manera que compartan la planificación de pedido prevista a medio plazo y puedan anticipar los cambios de tendencias (gestión compartida del abastecimiento). En algunas organizaciones son directamente los proveedores que realizan el abastecimiento del inventario de sus clientes según acuerdos y políticas de inventario preestablecidos.
Se puede identificar tres dominios principales:
- La previsión de la demanda y la planificación de las necesidades futuras.
- La comunicación a proveedores y almacenes logísticos para asegurar la puesta a disposición de los productos y recursos futuros.
- La ejecución y gestión de los pedidos de compra.